# Farquhar Gletscher
Farquhar Gletscher är en glaciär i Grönland (Kungariket Danmark).   Den ligger i kommunen Qaasuitsup, i den nordvästra delen av Grönland, 1 600 km norr om huvudstaden Nuuk. Farquhar Gletscher ligger 354 meter över havet.
Terrängen runt Farquhar Gletscher är huvudsakligen kuperad, men åt sydväst är den platt.  Trakten runt Farquhar Gletscher är nära nog obefolkad, med mindre än två invånare per kvadratkilometer. Det finns inga samhällen i närheten. Trakten runt Farquhar Gletscher är permanent täckt av is och snö.